# Güns (fiume)
Il Güns (in ungherese Gyöngyös) è un fiume dell'Europa centrale, affluente di sinistra del Raab, che scorre in Austria e in Ungheria.

## Percorso
Il Güns sorge appena a nord di Bernstein nel distretto di Redlschlag, nei monti del Bernstein. Raggiunge il territorio ungherese vicino a Rattersdorf, attraversa le cittadine di Kőszeg e Szombathely e infine sfocia nel Raab a valle di Sárvár.